# El Observador (Uruguay)
El Observador es un periódico y portal de noticias uruguayo fundado el 22 de octubre de 1991. Su circulación es verificada por la institución argentina IVC.

## Historia
Fue publicado por primera vez el 22 de octubre de 1991 con la denominación de El Observador Económico, aunque luego se simplificaría como El Observador.En el año 2000 comenzó a funcionar su portal de noticias y al celebrar sus quince primeros años modificó su formato de periódico del sábado por un diario arrevistado que pretendía darle al lector un mayor análisis e interpretación de la información.
En abril de 2020, abandonó la publicación diaria y se convirtió en un semanario, editándose únicamente los sábados, mientras que el portal de noticias continúa actualizándose diariamente.
El diario ha desarrollado productos como la Gran enciclopedia del Uruguay, primera obra multidisciplinaria por entradas ordenadas alfabéticamente realizada en el país. [cita requerida]
Con la ayuda del estudio catalán Cases i Associats, El Observador modificó diseño, estructura e incluso la manera de cubrir la información.
El director del diario, Ricardo Peirano fue uno de los empresarios uruguayos que aparecieron en la lista de los Panamá Papers, publicada por el semanario Búsqueda. El Observador se negó a brindar información sobre su director u otros empresarios con cuentas offshore en el exterior, alegando respetar la privacidad de los involucrados. Su postura fue criticada por otros medios de comunicación y la Asociación de la Prensa Uruguaya (APU).